# Tonquédec
Tonquédec is een gemeente in het Franse departement Côtes-d'Armor, in de regio Bretagne. De plaats maakt deel uit van het arrondissement Lannion. Tonquédec telde op 1 januari 2022 1.201 inwoners.

## Kasteel

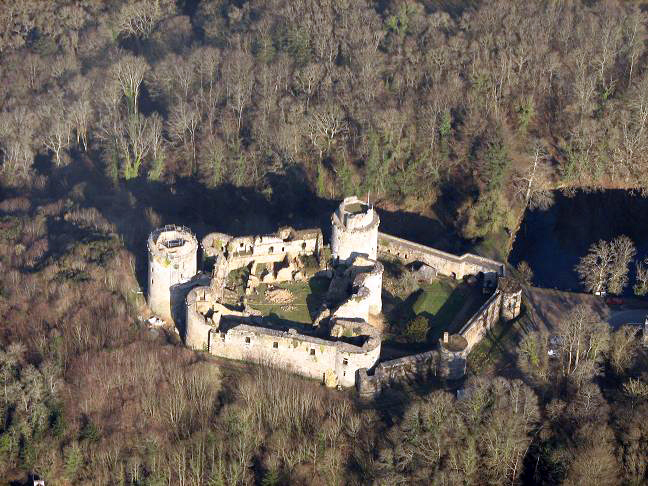
Kasteel van Tonquédec

Het kasteel van Tonquédec is een kasteelruïne op een heuvel. Het kasteel gaat terug tot de 12e eeuw en telt drie ommuurde binnenplaatsen, een donjon en elf torens. Sommige muren zijn vier meter dik. Het behoorde in de middeleeuwen toe aan de heren van Coatmen. In 1447 lieten zij het kasteel helemaal herbouwen. Eind 15e eeuw kwam het kasteel door huwelijk in het bezit van de familie d’Acigné. Deze familie ging in 1559 over tot het protestantisme en zo werd het kasteel van Tonquédec een bolwerk van de protestanten in Bretagne tegen de Heilige Liga . Na het Edict van Nantes (1598) verloor de burcht haar militaire belang.

## Geografie
De oppervlakte van Tonquédec bedraagt 18,01 km², de bevolkingsdichtheid is 66 inwoners per km² (per 1 januari 2019).
De Léguer, die in buurgemeente Lannion uitmondt in zee, vormt de westelijke grens van de gemeente.
De onderstaande kaart toont de ligging van Tonquédec met de belangrijkste infrastructuur en aangrenzende gemeenten.

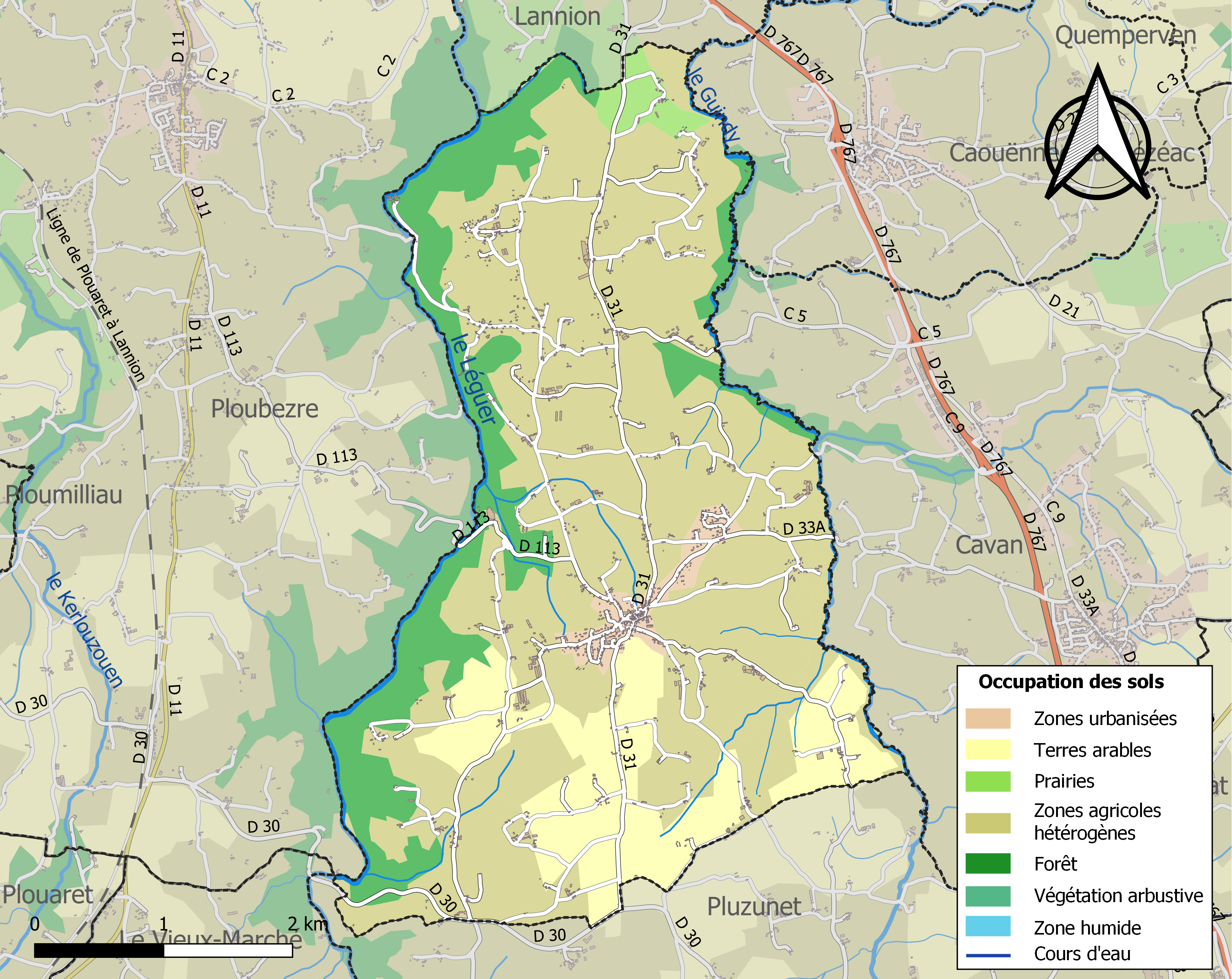

## Demografie
Onderstaande figuur toont het verloop van het inwonertal (bron: INSEE-tellingen). 